# Bratři Eiseltovi

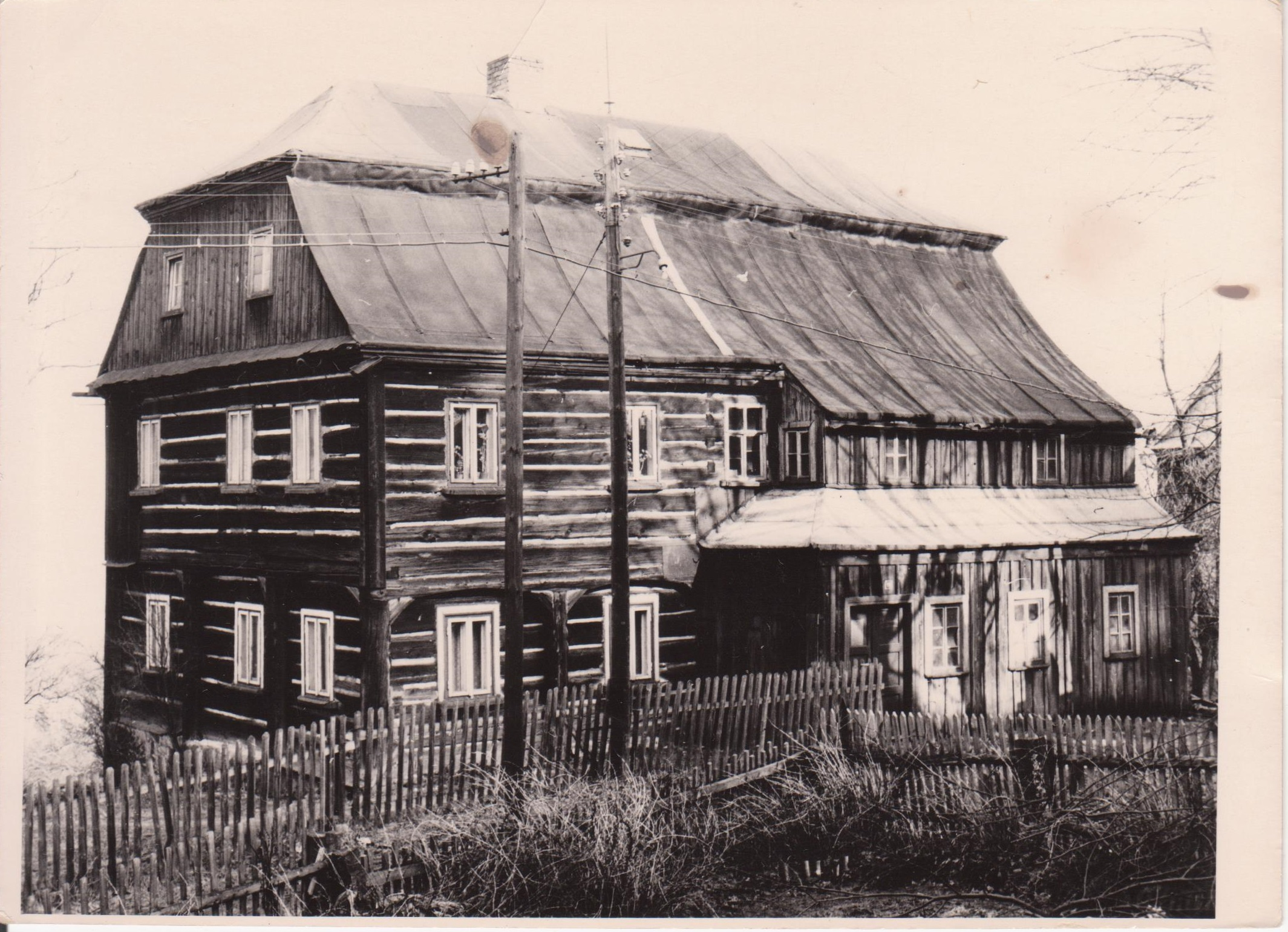
Původní budova sklářské školy v Kamenickém Šenově z roku 1856

Bratři Eiseltovi tedy Hermann Eiselt (1895, Kamenický Šenov – 1974, Wilhelmshaven) a Paul Eiselt (1887, Kamenický Šenov – 1961, Rheinbach) byli secesními rytci na sklářské škole v Kamenickém Šenově.

## Život
Bratři Hermann, Paul a Arnold Eiseltovi pocházejí z Kamenického Šenova v Lužických horách, kde má výroba a zušlechťování skla 700letou tradici. Samotný Kamenický Šenov měl vlastní sklárnu až v roce 1886, ale již tehdy mělo toto místo velký význam pro zušlechťování skla. Bratři Eiseltovi se vyučili rytci na nejstarší sklářské škole ve střední Evropě, která byla založena v roce 1856. Hermann a Paul zde zůstali až do druhé světové války a stali se tvůrci stylu, který se zde rozvíjel v letech 1925 až 1938.
Český sklář Hermann Eiselt založil v roce 1924 v Kamenickém Šenově rafinérii skla, která byla v provozu a do roku 1945. Specializoval se především na broušené sklo z barevných sklovin (rubínově červená, černá, modrá, fialová) s ornamentálním dekorem, často zlaceným a malovaným emaily.
Arnold Eiselt přešel do sklářské školy v sousedním městě Nový Bor, která byla v roce 1926 sloučena se školou v Kamenickém Šenově. (V roce 1929 se ale obě školy opět osamostatnily.) Sedm let zde působil jako profesor a později pracoval pro světoznámou vídeňskou sklářskou firmu J. & L. Lobmeyr. Jako zaměstnanec tohoto velkého obchodního domu ve Vídni se Arnold přirozeně musel obejít bez užívání svého vlastního podpisu.
Jeho bratranec Josef Eiselt (1896, Kamenický Šenov – 1975, Hadamar) se také stal rytcem skla. Před druhou světovou válkou pracoval v Novém Boru a po nuceném poválečném vysídlení Němců z pohraničí nastoupil jako učitel na sklářské škole v Hadamaru.
Politické otřesy po druhé světové válce ukončily působení německých sklářských umělců a učitelů na sklářské škole v Kamenickém Šenově. Přesídlení bratři Eiseltovi se usadili v Rheinbachu, kde pokračovali v tradičních technikách.
V roce 1948 byla v německém městě Rheinbach založena sklářská škola. Její vznik iniciovali učitelé německé národnosti, kteří byli odsunuti po druhé světové válce z Kamenického Šenova. Škola v Rheinbachu byla pokračovatelkou tradic kamenickošenovské sklářské školy, jejím prvním ředitelem se stal (v roce 1948) Alfred Dorn

## Dílo
Pro secesní sklářské umění v Kamenickém Šenově je charakteristická tvorba bratrů Hermanna a Paula. Barevné sklenice, poháry na nožkách, misky a malé džbánky - často v jantarové, vínově červené nebo kobaltově modré barvě - opatřovali zlaceným jehlovým leptem s květinovým dekorem, někdy přidávali drobné bílé smaltované korálky. Jemně propracované ozdoby jsou nezaměnitelné a nesou také jasně identifikující podpis „Radierung Hest“.
Tento podpis ale omylem odborníci v aukčních síních interpretovali jako „Radierung Best“ (tedy jako zkratku pro „Radierung Brüder Eiselt STeinschönau“, tedy volně interpretováno v češtině jako „Leptání: Bratři Eiseltovi Kamenický Šenov“; Steinschönau je německý název pro Kamenický Šenov). Zároveň ale přeloženo „otrocky“ z němčiny znamená „Radierung Best“ vlastně v češtině "Nejlepší leptání". Snacha Hermannovy dcery Ursuly Eiselt(–Würdemann) nakonec v nedávné době opravila chybnou interpretaci signatury „Radierung Best“ na správnou „Radierung Hest“ což je skutečná zkratka pro Hermann Eiselt STeinschönau". (Tento nový/skutečný význam pak převzaly všechny aukční síně do svých katalogů.)
Vedle signovaných předmětů, které lze dodnes pravidelně nakupovat na aukcích skla nebo v obchodech se starožitnostmi, kolují v podobném ornamentu i nesignované kusy z tohoto období, u nichž se předpokládá původ z dílny bratrů Eiseltových. V jednotlivých případech je však obtížné takový původ díla prokázat. Neznalým sběratelům jsou občas nabízena takováto nesignovaná díla mnohdy i za přemrštěné ceny jako výrobky z provenience vídeňské sklářské firmy J. & L. Lobmeyr.